# Firman Boys
Firman Boys (FB91) är en svensk huliganfirma som är associerade med AIK. Firman Boys är Sveriges mest ökända och till antalet största huliganfirma. Firman etablerades år 1991 när en utbrytargrupp helt bröt sig loss från supporterföreningen Black Army.
AIK Youth Squad (AYS) är namnet på undergruppen till Firman Boys.
Det är idag okänt exakt hur många medlemmar Firman har, men granskare räknar med att antalet är mellan fyra och fem hundra.

## Historia

### Innan etablering: 1970/80-talet
AIK hade redan innan etableringen av Firman Boys stökiga supportrar på sina matcher. Redan på 1920-talet slogs AIK- och Djurgårdssupportrar på Stockholms Stadion under fredagskvällarna så polisen fick rycka ut. 1927 stormade AIK-anhängare fotbollsplanen efter att skotska Airdrieonians gjort mål i slutminuterna. 
På 1970/80-talet spelade AIK, Djurgården och Hammarby mot varandra i så väl fotboll som ishockey. Detta ledde till flera derbyn under ett och samma år. Ett derby på den tiden ledde allt som oftast till kravaller och slagsmål, då säkerheten inte var lika hög som den är idag. De flesta av AIK:s ligister tillhörde supporterklubben Black Army.
I mitten av åttiotalet hade det blivit som en slags kultur med våld. Det var en period när våldet var som mest omfattande och på kraftig frammarsch i Stockholm. Detta ledde till att AIK:s ligister slogs mot fler än bara andra klubbars ligister, exempelvis skinheads, invandrargäng och kickers.
Under denna tid började även AIK-ligisterna att samlas före och efter matcherna. De hade egna samlingar och började resa ihop i sina egna bussar. Detta blev startskottet för Firman Boys.

### Etablering: 1991
Firman Boys växte i början på 1990-talet fram ur supportergruppen Black Army, då kompisgäng från Stockholms city och förorterna Jakobsberg, Täby, Tensta, Hässelby, Solna, Sollentuna och Upplands Väsby helt bröt med Black Army och bildade Firman Boys. I början kallade sig gänget för Rötäggers eftersom de ofta benämndes som just "rötägg" i pressen. Namnet dog dock ut snabbare än det kom och till slut kallade man sig för Firman Boys. Premiärresan blev en bortamatch mot IFK Göteborg på Nya Ullevi den 20 maj 1991. En resa som inramades av våldsamheter mot polis och göteborgare. 
När väl Firman Boys etablerat sig ökade kraven på dess medlemmar när det gällde livsstil och syn på fotbollskulturen. Det var dock många som försvann under dessa villkor och det ledde till att deras antal förvisso blev mindre, men det skapade också en liga med en betydligt hårdare kärna.

### Firman Boys idag: 1991–nutid
1997/98 började Firman Boys att kräva möten med tränare och andra representanter för AIK. Vid dessa så kallade "kvartssamtal" ville Firman Boys styra lagets taktik och få inflytande över vilka spelare som skulle köpas och säljas.
Genom åren hade många huliganer dömts till långa fängelsestraff samtidigt som alldeles för många oskyldiga människor hade kommit i kläm, men i mitten på 1990-talet började mobiltelefoner att användas vilket ledde till att Firman Boys kunde ta kontakt med andra firmors ledande personer och bestämma plats och tid för olika slagsmål. Detta ledde till att man undvek inblandning av polis och allmänhet under uppgörelserna.
När AIK:s dåvarande lagkapten Jesper Jansson gjorde "den förbjudna flytten" till ärkerivalen Djurgården 1996 börjades en extrem hämndaktion från Firman Boys. Jansson blev mordhotad, fick sin dörr ommålad i orange (Firmans färg) med texten Judas på och direkt hot mot sin familj. Efter en knackig säsong i Djurgården med regelbundet hot flydde Jansson till Norge och skaffade skyddad identitet, samt bytte personnummer. Trots det hittade Firman Boys honom och fortsatte att psykisk trakassera honom.

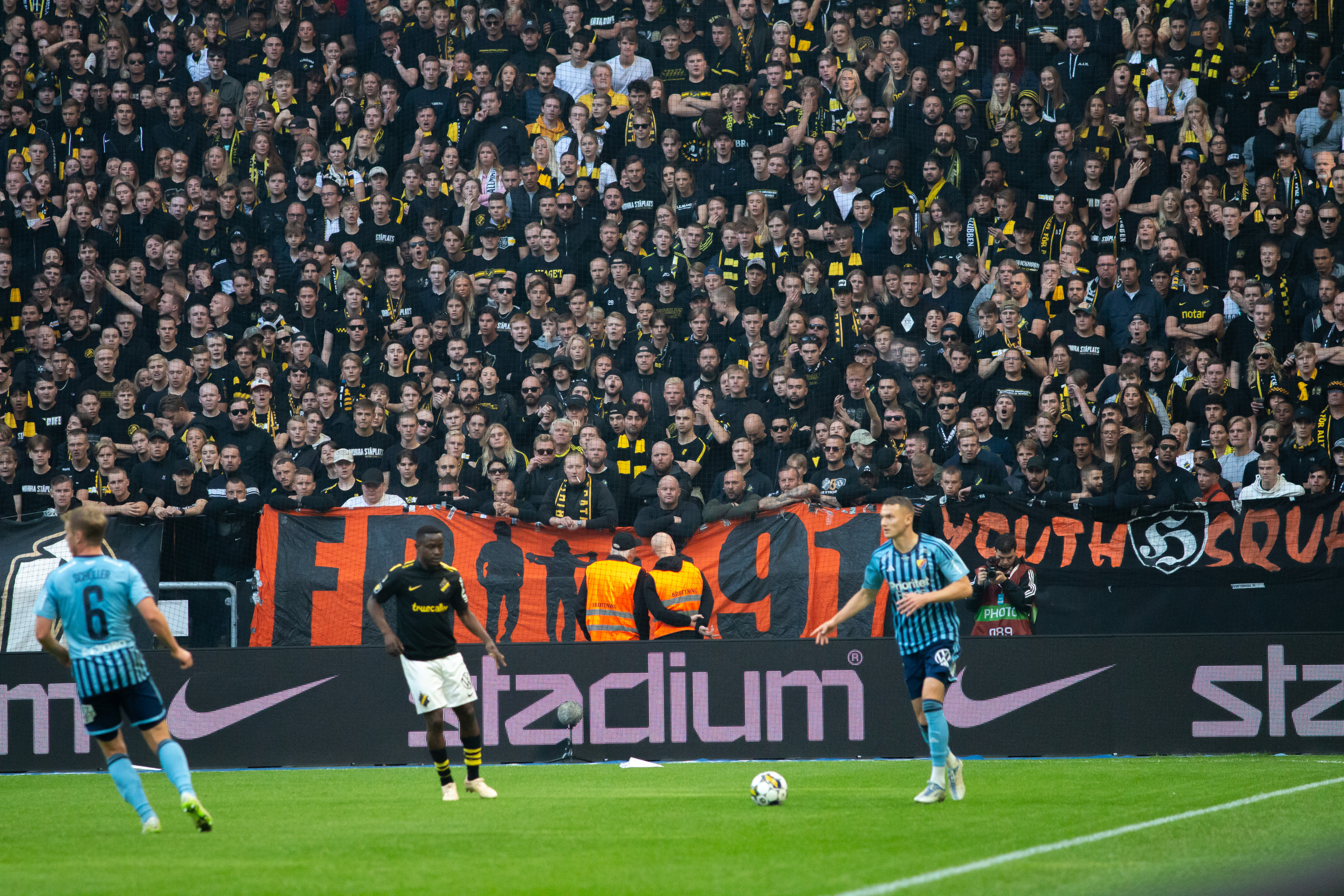
Firman Boys (FB91) och Youth Squad med varsin banderoll under ett derby mot Djurgårdens IF, september 2023

2004 var ett oroligt år för AIK. Laget var på väg ut ur Allsvenskan, ekonomin var svag och dåvarande VD:n Sanny Åslund utsattes för en av Firman Boys hetsigaste hatkampanjer någonsin. En del av illviljan mot Åslund grundade sig i att han inte tolererade huliganernas krav på kvartssamtalen. Den 18 oktober 2004, under en av säsongens sista hemmamatcher mellan AIK och Hammarby, arrangerade Firman Boys ett upplopp på Råsunda. Detta ledde till att AIK dömdes till att spela två matcher utan publik, samt tvingades att betala 100 000 kr i böter. 29 personer åtalades efter händelsen, varav 27 dömdes för våldsamt upplopp och nio av dem dömdes till fängelse.

## Klädstil
En medlem i Firman Boys på 1990-talet klädde sig generellt i ett par svarta gymnastikskor av märkena Reebok eller Adidas, jeans av Levis 502-modell, grå munkjacka och blå eller svart bomberjacka.

## En av grabbarna
Firman Boys har blivit ingående skildrade i boken En av grabbarna av pseudonymen Johan Höglund. Höglund växte upp i Upplands Väsby och kom tidigt i kontakt med idrottsrelaterat våld. I boken beskriver han sitt liv som AIK-ligist och hur han kom att bli en av Firman Boys grundare.
Höglund var under våren 2013 anställd som ungdomsledare inom AIK och det påstås att han var drivande för att få in Firman-medlemmar i AIK:s styrelse, vilket dock aldrig har bevisats.

## Deogan-fallet
Inför AIK:s hemmamöte mot IFK Göteborg i Allsvenskan i juli 2002 slogs Wisemen-medlemmen Tony Deogan till döds av medlemmar från Firman Boys på Södermalm i Stockholm.
Det var en timme före avspark på Råsunda när Wisemen rörde sig från puben på Hornsgatan till Högalidsparken, som ligger alldeles intill. De hade gjort upp med Firman Boys att det var där mötet skulle bli av. Göteborgsgrabbarna var underlägsna till antal då man endast hade skrapat ihop tjugofem man, en siffra som Firman Boys hade mer än dubblat. Wisemen attackerade nedför trappan vid parken och drog sig ut på gatan. Deogan var i spetsen, ensam mot den övermäktiga massan. Han kastade sig rakt in och fick in några sparkar på AIK:arna, sedan vräktes han omkull. Klungan av AIK-ligister stannade upp. Då klev tre killar fram och fortsatte att sparka på Deogan som låg på trottoaren helt försvarslös.
Massan av AIK:are och IFK:are skingrades i olika riktningar när polisen anlände. Kvar på gatan låg Tony Deogan när ambulansen kom fram. Han återupplivades på väg till sjukhuset, men skulle aldrig vakna upp ur sin koma. Fyra dagar senare avled han på Karolinska sjukhuset i Solna.

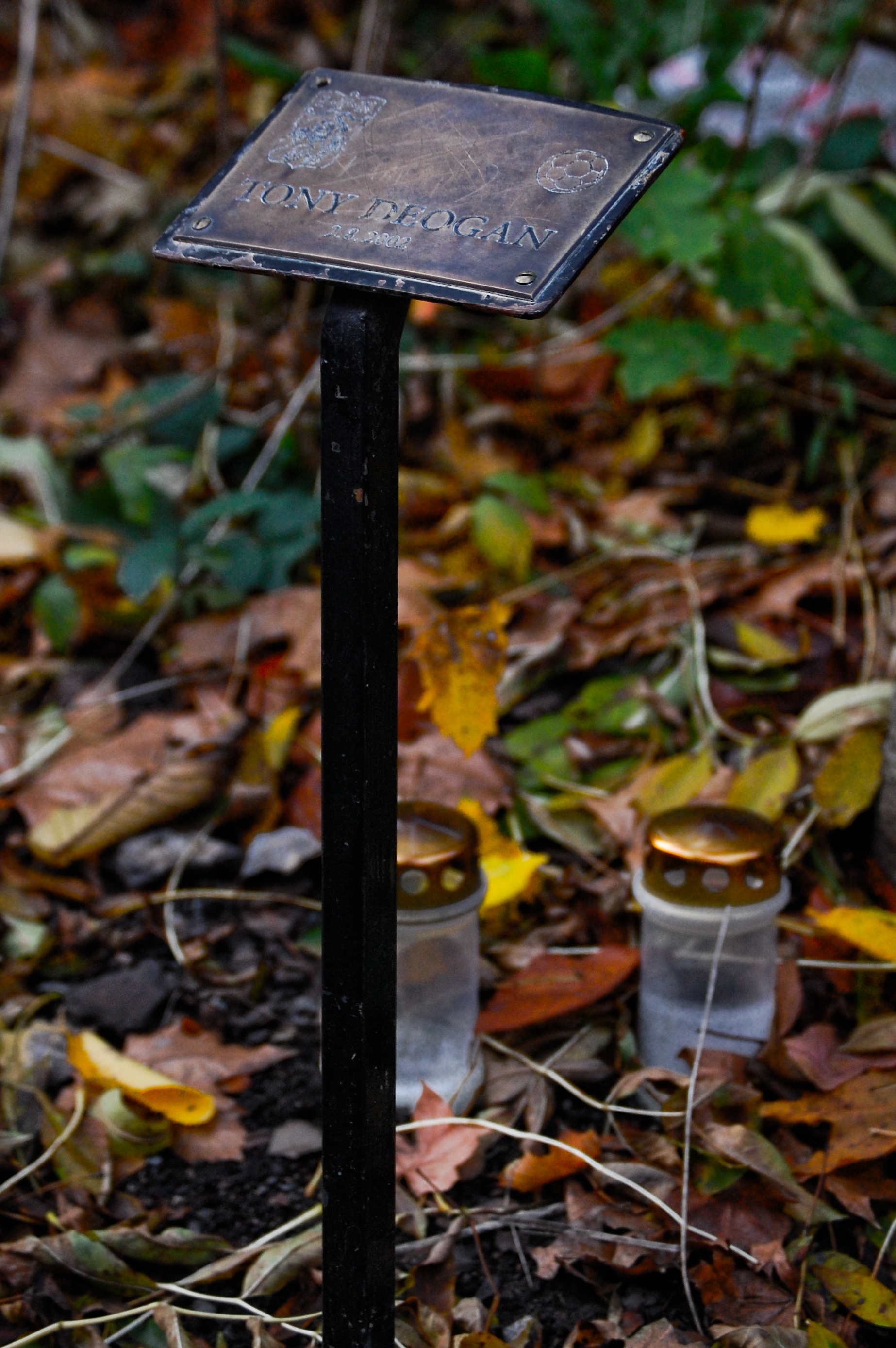
Minnesmärke av Deogan beläget vid Högalidsparken, 2008.

Förundersökningen lades ned den 11 september 2003 av kammaråklagare Henrik Söderman på grund av att ingen ville vittna, vare sig supportrar från AIK eller IFK Göteborg.

## Övrigt
Hösten 2007 granskade TV-programmet Insider på TV3 Firman Boys, där elva personer inom organisationen med namn och bild pekades ut som ledargestalter. Insider kunde där bland annat avslöja detaljer från Tony Deogan-utredningen, hur Firman Boys privat var högrepresenterade[källa behövs] i bland annat restaurangbranschen, och att personer i rättegångar mot Firman också har genomfört våldsbrott i MC-klubben Hells Angels namn, något som även hävdas i Uppdrag gransknings TV-program 2013.
Enligt Dagens Nyheter, Uppdrag Granskning och polisens utredare Björn Eriksson har Firman Boys lyckats infiltrera många av AIK:s styrelser och skrämt bort personer som ur Firmans synvinkel inte är önskvärda för förtroendeuppdrag i AIK.